# Alano de Albret

Mapa de Francia en 1477, con indicación de los dominios de la Casa de Albret en dicha fecha.

Alano de Albret (en francés, Alain d'Albret), llamado el Grande (1440- 1522), fue el XVI señor de Albret, vizconde de Tartas, II conde de Graves y conde de Castres, un noble francés con una destacada presencia en el panorama político y militar de dicho país durante el siglo XV.

## Primeros años
Alano de Albret era hijo de Juan I de Albret y Catalina de Rohan. En tanto que nieto y heredero de Carlos II de Albret pasó a ser el jefe de la Casa de Albret en 1471.
Hábil pero versátil, ávido y poco escrupuloso, llevó durante medio siglo una política agitada más que eficaz, siguiendo así el ejemplo de su padre, aunque ello le convirtió en uno de los personajes de la escena política europea de su tiempo.
Empezó por sacar provecho de su fidelidad a Luis XI de Francia agrandando su principado. Contrajo matrimonio con Francisca de Châtillon, que aportó al matrimonio como dote la herencia del condado de Périgord y del vizcondado de Limoges.
Durante un tiempo tuvo en su poder el condado de Armañac, y casó a su hijo Juan con Catalina de Foix, heredera del Reino de Navarra y de los condados de Foix y Bigorra.

## Laguerra loca
Posteriormente se presentó como candidato a la herencia del duque de Bretaña Francisco II y a la mano de Ana de Bretaña, hija de éste, y con dicho motivo se rebeló contra el señor poder real. Es el conflicto bélico conocido como la Guerra loca. Sus intrigas no llegaron a buen puerto, y fue derrotado en 1487 sin poder llevar refuerzos al duque de Bretaña. Al año siguiente transportó sus refuerzos por mar, pero fue vencido junto a Francisco II en la batalla de Saint-Aubin-du-Cormier. Siguió reclamando la herencia de Francisco II, pero encontró provechoso entregar la ciudad de Nantes, cuya custodia le había sido confiada, al ejército del rey.
Alano de Albret falleció en 1522.
Su hija Carlota de Albret contrajo matrimonio con César Borgia en 1500, y su bisnieta Juana III de Navarra se casó con Antonio de Borbón, siendo la madre del rey Enrique IV de Francia; por esta última línea, Alano de Albret es el antepasado de las actuales ramas de la Casa de Borbón.
| Predecesor: Juan I de Albret | Señorío de Albret (1471-1522) | Sucesor: Juan III de Albret |

- Datos: Q941362